# پاولو کونتی
پاولو کونتی (به ایتالیایی: Paolo Conti) بازیکن فوتبال و اهل ایتالیا است 

## تیم ملی
از سال ۱۹۷۷ میلادی عضو تیم ملی فوتبال ایتالیا بوده و در ۷ بازی ملی حضور داشته‌است. او در بازی‌های ملی‌اش گلی به ثمر نرساند.
پاولو کونتی آخرین بازی ملی خود را در سال ۱۹۷۹ میلادی انجام داد.